# Allen Ginsberg
Irwin Allen Ginsberg (Newark, New Jersey, 1926. június 3. – New York, 1997. április 5.) amerikai költő.

## Élete
Ginsberg zsidó családban született és a New Jerseyhez közeli Patersonban nőtt fel.
A Columbia Egyetem elvégzése után bejárta a fél világot, és rengeteg foglalkozást űzött. Ezalatt tanulmányozta a klasszikus irodalmat, költészetet, a keleti filozófiákat és a tudatmódosító szerek hatását az emberi tudatállapotra.
New Yorkban ismerkedett meg Jack Kerouackal, aki nagy hatással volt rá. 1955-ben San Franciscóban telepedett le. Itt és ekkor jelent meg a Howl and Other Poems, a ma már klasszikus költészeti antológia, többek között Ginsberg verseivel (magyarul: Üvöltés, 1967). A kötetet követően Ginsberg a beat-nemzedék egyik irodalmi vezéralakjává vált.
Költészetét az amerikai életforma és kultúra elutasítása, emellett később a miszticizmus jellemzi.
Nagy hatással volt Hobóra is, aki lefordította és elénekelte egyes verseit is. Járt Magyarországon és fellépett Hobo-koncerten, sőt, a Kopaszkutya című film kezdőjelenetében önmagát alakítja.
Amikor Allen Ginsberg Magyarországon járt, nekem jutott az a boldogság osztályrészül, hogy levihettem Debrecenbe. És ott az autóban – rettenetes köd volt, eső, havas eső, nem láttunk semmit, össze voltunk zárva... Akkor Allen Ginsberg feltette nekem a kérdést, hogy szerintem mi a botránynak az az elviselhető foka Debrecenben, amiért őt nem utasítják még ki Magyarországról. Aztán elmondta, hogy már Kubából és Csehszlovákiából is kiutasították.

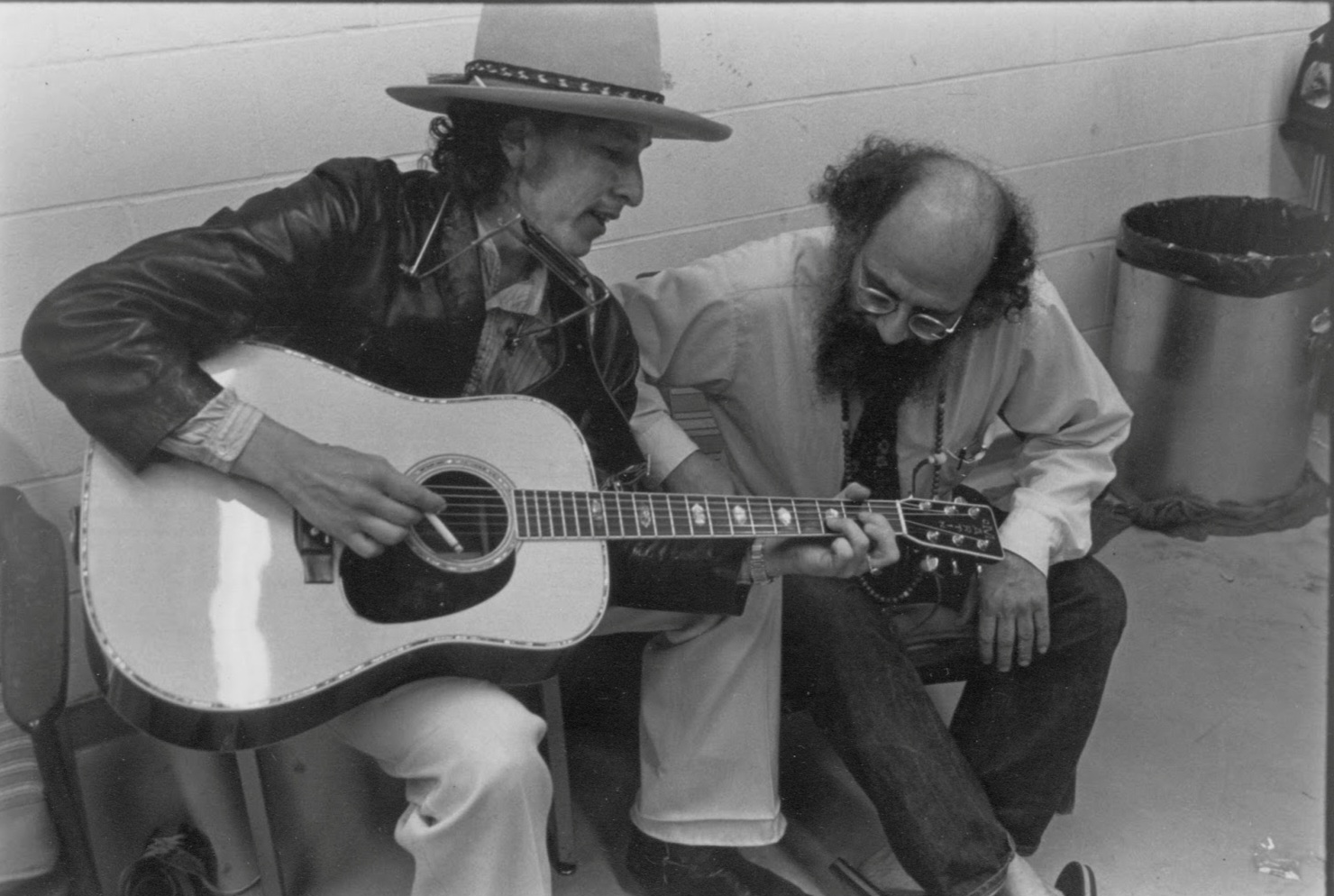
Bob Dylan és Allen Ginsberg 1975-ben

– írta róla egyik magyar fordítója, Eörsi István.

## Magyarul megjelent művei
- Üvöltés. Vallomások a beat-nemzedékről (Európa, 1967) Jack Kerouackal, Norman Mailerrel és Philip Lamantiával együtt
- Nagyáruház Kaliforniában (Európa, 1973) Eörsi István és Orbán Ottó fordításai, vál., utószó Eörsi István
- A leples bitang. Válogatott versek (Európa, 1984) Eörsi István, Györe Balázs és Orbán Ottó fordításai
- Május Királya (Cserépfalvi, 1990) Eörsi István fordításai
- Halál Van Gogh fülére! Válogatott versek (Pesti Szalon, 1996) Eörsi István és Orbán Ottó fordításai
- Kaddish / Kaddis, Howl / Üvöltés (Noran, 2005) Kétnyelvű kiadás, Eörsi István fordításai
- Nélkülözhetetlen Allen Ginsberg; szerk. Michael Schumacher, magyar szerk. Gyukics Gábor, ford. Fenyvesi Orsolya, Gyukics Gábor, Schultz Judit; Európa, Budapest, 2022